# Burg Frankenberg (Oberfranken)
Die Burg Frankenberg sind die Reste einer Burg in Frankenberg (Haus Nr. 12 und 13), einem Gemeindeteil der Gemeinde Speichersdorf im Landkreis Bayreuth in Bayern.
Die Burg wurde um 1220 von Ministerialen von Frankenberg erbaut, 1329 erwähnt und 1461/62 und im Dreißigjährigen Krieg zerstört. 1665 fand ein Wiederaufbau statt. Als weitere Besitzer werden die Herren von Birkensee genannt.
Von der ehemaligen Burganlage sind Reste der Ringmauer (Buckelquaderreste) in der südlichen und westlichen Außenseite eines Bauernhauses und in der südlichen Seite eines Wohnhauses integriert.